# Поцепілово
Поцепі́лово (рос. Поцепилово) — присілок у складі Підосиновського району Кіровської області, Росія. Входить до складу Демьяновського міського поселення.
Населення становить 6 осіб (2010, 27 у 2002).
Національний склад станом на 2002 рік — росіяни 100 %.